# Anthony Mendleson
Anthony Mendleson (* 7. Februar 1915 in Chisick, London; † 5. September 1996) war ein britischer Kostümbildner.

## Leben
Anthony Mendleson studierte in den 1930er Jahren Kunst in Frankreich und Italien. Zurück in England begann er seine künstlerische Karriere als Maler und Setdesigner am Theater.
Er startete seine Filmkarriere 1947 mit dem Film Die Flucht vor Scotland Yard als Garderobenaufsicht. Das erste Mal als Kostümdesigner war er 1948 in dem Film Another Shore (1948) aktiv, damals noch, ohne im Abspann genannt zu werden. Seine erste Nennung hatte er 1949 mit dem Film Blockade in London (1949). Während seiner fast vierzigjährigen Karriere wurde er zweimal für den Oscar nominiert: Bei der Oscarverleihung 1973 für Der junge Löwe (1972) und bei der Oscarverleihung 1977 für Die unglaubliche Sarah (1976).
Er gewann vier Mal den BAFTA Award: 1970 für Oh! What a Lovely War und 1972 für die Filme Alice im Wunderland, Der junge Löwe und Macbeth. Nominiert war er außerdem 1965 für Raubzug der Wikinger und Der gelbe Rolls-Royce.
Er verstarb am 5. September 1996 in London.

## Filmografie (Auswahl)
- 1948: Another Shore
- 1949: Blockade in London (Passport to Pimlico)
- 1949: Adel verpflichtet (Kind Hearts and Coronets)
- 1949: Kampf ums Geld (A Run for Your Money)
- 1950: Die blaue Lampe (The Blue Lamp)
- 1950: Frau im Netz (Cage of Gold)
- 1951: Unterwelt (Pool of London)
- 1951: Das Glück kam über Nacht (The Lavender Hill Mob)
- 1951: Der Mann im weißen Anzug (The Man in the White Suit)
- 1952: Die Verblendeten (Secret People)
- 1952: Mandy
- 1952: Bombe im U-Bahn-Schacht (The Gentle Gunman)
- 1954: Liebes Lotterie (The Love Lottery)
- 1955: Ladykillers (The Ladykillers)
- 1956: Who Done It?
- 1956: Engel des Alltags (The Feminine Touch)
- 1956: Der lange Arm (The Long Arm)
- 1957: Die kleinste Schau der Welt (The Smallest Show on Earth)
- 1957: Einer kam durch (The One That Got Away)
- 1958: Kleine Übeltäter (Innocent Sinners)
- 1958: Mit dem Kopf durch die Wand (Bachelor of Hearts)
- 1959: Der Wahlk(r)ampf (Left Right and Centre)
- 1959: Die Maus, die brüllte (The Mouse That Roared)
- 1959: Follow a Star
- 1960: Ein Nerz an der Angel (Make Mine Mink)
- 1960: Man in the Moon
- 1960: Die Rakete zur flotten Puppe (The Bulldog Breed)
- 1961: Mr. Topaze
- 1961: Verpfiffen (A Matter of WHO)
- 1962: Der Weg nach Hongkong (The Road to Hong Kong)
- 1962: Flucht aus dem Dunkel (Guns of Darkness)
- 1962: Die Verdammten der Meere (Billy Budd)
- 1963: Fesseln der Seele (The Mind Benders)
- 1963: Auch die Kleinen wollen nach oben (The Mouse on the Moon)
- 1964: Raubzug der Wikinger (The Long Ships)
- 1964: Der Millionenraub (The Moon-Spinners)
- 1964: Der gelbe Rolls-Royce (The Yellow Rolls-Royce)
- 1966: Donegal, König der Rebellen (The Fighting Prince of Donegal)
- 1968: Teuflische Spiele (The Magus)
- 1969: Oh! What a Lovely War
- 1969: David Copperfield (Fernsehfilm)
- 1970: Das Geheimnis von Schloß Thornfield (Jane Eyre)
- 1971: Macbeth
- 1972: Der junge Löwe (Young Winston)
- 1972: Alice im Wunderland (Alice's Adventures in Wonderland)
- 1974: Die schwarze Windmühle (The Black Windmill)
- 1974: Verfolgung (Persecution)
- 1975: Der Ghul (The Ghoul)
- 1975: Wer hat unseren Dinosaurier geklaut? (One of Our Dinosaurs Is Missing)
- 1975: The Old Curiosity Shop
- 1976: Die unglaubliche Sarah (The Incredible Sarah)
- 1977: Gullivers Reisen (Gulliver's Travels)
- 1977: Die Brücke von Arnheim (A Bridge Too Far)
- 1978: The Boys from Brazil
- 1979: Der erste große Eisenbahnraub (The First Great Train Robbery)
- 1980: Saturn City (Saturn 3)
- 1980: Der Löwe zeigt die Krallen (Rough Cut)
- 1981: Der Drachentöter (Dragonslayer)
- 1983: Krull
- 1983: Die unheimliche Macht (The Keep)
- 1984: Die Tage von Pompeji (The Last Days of Pompeii) (Miniserie)
- 1985: Mörder-Elite (Murder Elite)